# Lê Thị Ái
Lê Thị Ái (chữ Hán: 黎氏愛; 17 tháng 11 năm 1799 – 8 tháng 10 năm 1863), còn có tên húy là Cầu, phong hiệu Lục giai Tiệp dư (六階婕妤), là một thứ phi của vua Minh Mạng nhà Nguyễn trong lịch sử Việt Nam.

## Tiểu sử
Tiệp dư Lê Thị Ái nguyên quán ở làng An Triền, huyện Phong Điền, tỉnh Thừa Thiên. Bà là con gái của Cẩm vệ Hiệu úy Lê Tiến Thành và phu nhân Nguyễn Văn Thị Nga. Ông Thành vốn là một Nho sinh cuối triều Lê, gặp thời loạn ẩn cư không ra làm quan. Dưới thời nhà Nguyễn, ông được phong Cẩm y vệ Hiệu úy. Bà Ái là con gái thứ 3 trong 5 người con gái của ông Thành (người em gái út khác mẹ). Người em gái thứ 4 của bà cũng được đưa vào cung hầu vua Minh Mạng, chính là Thất giai Quý nhân Lê Thị Lộc.
Bà sinh ngày 20 tháng 10 (âm lịch) năm Kỷ Mùi. Bà vào hầu vua Minh Mạng từ năm 1813 khi ông còn là Thái tử, được sung vào hàng cung nhân. Ngày 3 tháng 2 năm 1820, bà hạ sinh con trai đầu lòng là hoàng tử Miên Trinh, sau được tấn phong dần đến tước Tuy Lý Vương, là một hoàng thân rất nổi tiếng của nhà Nguyễn. Bà Tiệp dư sau này lớn tuổi nhiều bệnh, Vương vào Dưỡng Chính đường để hầu hạ, sớm khuya chẳng lúc nào trễ nải, mọi người đều khen là chí hiếu.
Năm 1820, vua Minh Mạng lên ngôi, phong cho bà Ái làm Tài nhân. Năm 1824, bà được tấn làm Mỹ nhân. Năm 1836 lại tấn làm Tiệp dư (ngôn ngữ hiện đại gọi là Tiệp dư) ở hàng Lục giai. Bà vốn là người chí hiếu, tư chất trung hậu, có quan hệ thân thiết với Thục tần Nguyễn Khắc Thị Bảo, là mẹ của Tùng Thiện Vương Miên Thẩm. Vua Tự Đức từng có lời khen rằng:
Lê Tiệp dư tiền triều tư chất trung hậu, mọi việc trong cung đều cư xử hợp lễ.
Năm 1847, hoàng tử Miên Trinh cho xây phủ riêng ở thôn Vĩ Dạ và rước bà về đấy phụng dưỡng.
Ngày 26 tháng 8 âm lịch năm Quý Hợi triều vua Tự Đức, tức ngày 8 tháng 10 năm 1863, Tiệp dư Lê Thị Ái qua đời, hưởng thọ 65 tuổi, được ban thụy là Tịnh Nhu (靜柔). 
Bà được an táng tại xã Dương Xuân Thượng (nay là 199-203 đường Bùi Thị Xuân, phường Đúc, thành phố Huế), còn nhà thờ được dựng tại Phú Vang (Nay là  140 đường Nguyễn Sinh Cung, phường Vỹ Dạ, Thành phố Huế, tỉnh Thừa Thiên Huế).

## Hậu duệ
Bà Tiệp dư sinh cho vua Minh Mạng tổng cộng 3 hoàng tử và 2 hoàng nữ. Ngoài Tuy Lý vương, cả 4 người còn lại đều mất khi còn khá trẻ.
- Tuy Lý vương Nguyễn Phúc Miên Trinh (3 tháng 2 năm 1820 – 18 tháng 11 năm 1897), hoàng tử thứ 11.
- Hoàng tử Miên Long, hoàng tử thứ 22. Tảo thương.
- Hòa Mỹ Công chúa Nguyễn Phúc Trang Tĩnh (1 tháng 10 năm 1825 – 19 tháng 3 năm 1847), hoàng nữ thứ 22. mất khi chưa lấy chồng.
- Kiến Tường công Nguyễn Phúc Miên Quan (21 tháng 5 năm 1827 – 3 tháng 2 năm 1847), hoàng tử thứ 36. Công mất khi còn khá trẻ.
- Hoàng nữ Nhàn Trinh (1829 – 1 tháng 11 năm 1830), hoàng nữ thứ 30. Tảo thương.